# Mountstuart Elphinstone
Mountstuart Elphinstone FRSE (6 de octubre de 1779 - 20 de noviembre de 1859) fue un estadista e historiador escocés, asociado con el gobierno de la India británica. Más tarde se convirtió en gobernador de Bombay (ahora Mumbai), donde se le atribuye la apertura de varias instituciones educativas accesibles a la población india. Además de ser un destacado administrador, escribió libros sobre India y Afganistán.

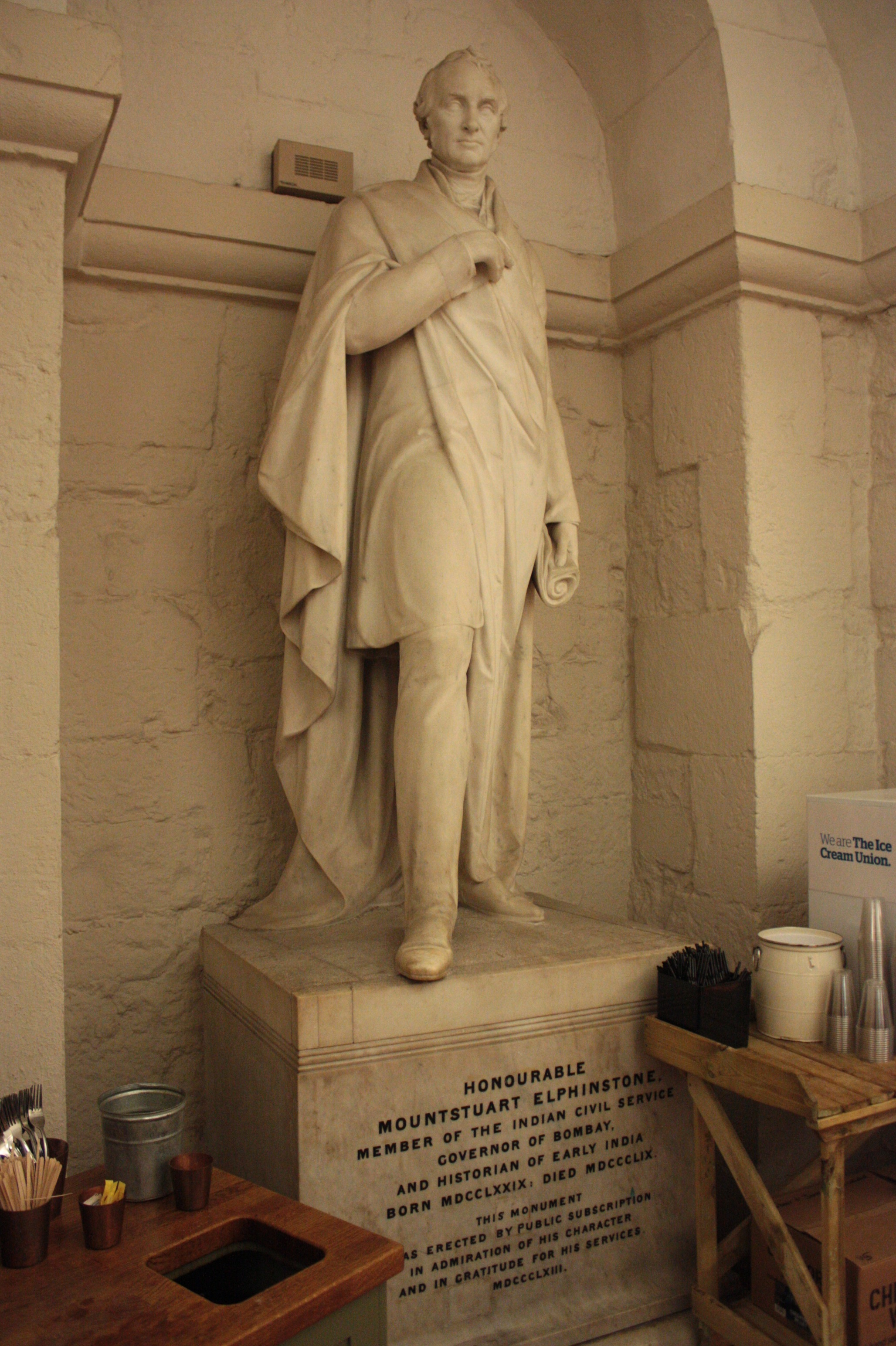
Memorial de Mountstuart Elphinstone en la Catedral de San Pablo

## Primeros años
Nacido en Dumbarton, Dumbartonshire (ahora Dunbartonshire) en 1779, y educado en la Royal High School, Edimburgo, fue el cuarto hijo del undécimo barón Elphinstone, de Anna, hija de Lord Ruthven, en la nobleza de Escocia. Habiendo sido designado para el servicio civil de la Compañía Británica de las Indias Orientales, de la cual uno de sus tíos era director, llegó a Calcuta (ahora Kolkata) a principios de 1796 donde ocupó varios puestos subordinados. En 1799, escapó de la masacre en Benarés (ahora Varanasi) por los seguidores del depuesto Nawab de Awadh Wazir Ali Khan. En 1801 fue trasladado al Servicio Diplomático, donde fue destinado como asistente del residente británico en la corte del gobernante Peshwa Bajirao II.

## Enviado
En la corte de Peshwa obtuvo su primera oportunidad de distinción, estando adscrito en calidad de diplomático a la misión de Sir Arthur Wellesley a los Marathas. Cuando, ante el fracaso de las negociaciones, estalló la guerra, Elphinstone, aunque era un civil, actuó como virtual ayudante de campo de Wellesley. En la Batalla de Assaye, y durante toda la campaña, mostró un valor y un conocimiento de tácticas poco comunes, de tal manera que Wellesley le dijo que debería haber sido un soldado. En 1804, cuando terminó la guerra, Elphinstone fue nombrado residente británico en Nagpur. Esto le dio mucho tiempo libre, que dedicó a leer y estudiar. Más tarde, en 1807, completó un breve período en Gwalior.
En 1808 fue nombrado primer enviado británico a la corte de Kabul, Afganistán, con el objetivo de asegurar una alianza amistosa con los afganos contra el planificado avance de Napoleón sobre la India. Sin embargo, esto resultó de poco valor, porque Shuja Shah fue expulsado del trono por su hermano antes de que pudiera ser ratificado. El resultado permanente más valioso de la embajada fue en el trabajo de Elphinstone titulado Relato del Reino de Cabul y sus dependencias en Persia e India (1815).
Después de pasar alrededor de un año en Calcuta arreglando el informe de su misión, Elphinstone fue nombrado en 1811 para el importante y difícil puesto de residente en Pune (antes conocido como Poona). La dificultad surgió de la complicación general de la política Maratha, y especialmente de la debilidad de los Peshwas, que Elphinstone leyó correctamente desde el principio. La tenue paz entre los Peshwas se rompió en 1817 cuando los Marathas declararon la guerra a los británicos. Elphinstone asumió el mando de las fuerzas armadas durante una importante crisis durante la Batalla de Khadki, también llamada tercera guerra anglo-maratha y logró asegurar una victoria a pesar de sus antecedentes no militares. Como reparación, los británicos anexaron territorios Peshwa. Elphinstone se convirtió en comisionado del Deccan en 1818.

## Gobernador

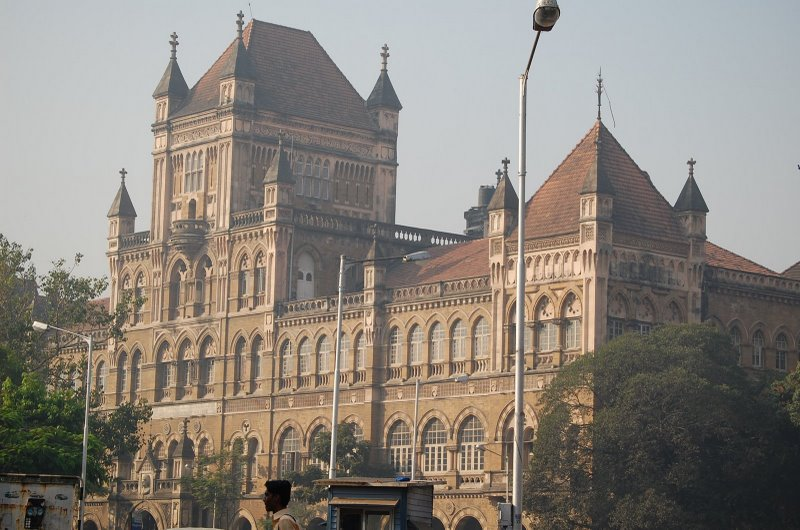
Universidad Elphinstone, Mumbai, establecida en 1856

En 1819, Elphinstone fue nombrado gobernador de Bombay, cargo que ocupó hasta 1827. Durante su mandato, promovió la educación en la India, en un momento en que la opinión en Gran Bretaña estaba en contra de educar a los "nativos". Se le puede considerar justamente como el fundador del sistema de educación estatal en la India. Uno de sus principales logros fue la compilación del "código Elphinstone". También devolvió muchas tierras que los británicos habían apropiado al Rajá de Satara.
Construyó el primer bungalow en Malabar Hill durante este tiempo y, siguiendo su ejemplo, muchas personas prominentes se instalaron aquí. Pronto se convirtió en una localidad de moda, y lo sigue siendo hasta el presente.
Su conexión con la presidencia de Bombay se conmemora con la investidura de la Universidad Elphinstone por parte de las comunidades locales, y con la erección de una estatua de mármol por parte de los habitantes europeos. Sin embargo, la estación de tren de Camino de Elphinstone y el Círculo de Elphinstone Circle, ambos en la ciudad de Mumbai, no llevan su nombre, sino en honor a su sobrino, John, el decimotercer Señor de Elphinstone, quien más tarde también se convirtió en gobernador de Bombay en la década de 1850.
El municipio de Elphinstone, Victoria, Australia, recibió su nombre. El suburbio de Mount Stuart, Tasmania, Australia, y su calle principal, Camino de Elphinstone, también recibieron su nombre.
Hay una estatua de él en la cripta de la Catedral de San Pablo en Londres.

## Regreso a Gran Bretaña
Al regresar a Gran Bretaña en 1829, después de un intervalo de dos años de viaje, Elphinstone continuó influyendo en los asuntos públicos, pero con sede en Inglaterra en lugar de Escocia. Sin embargo, fue elegido miembro de la Royal Society of Edinburgh en 1830 y su proponente fue Sir John Robison.
En dos ocasiones se negó a ser nombrado gobernador general de la India, prefiriendo terminar su obra en dos volúmenes, Historia de la India (1841). Murió en Hookwood, Surrey, Inglaterra, el 20 de noviembre de 1859. Está enterrado en el cementerio de Limpsfield.
James Sutherland Cotton escribió más tarde su biografía como parte de la serie de Gobernantes de la India en 1892.
El historiador James Grant Duff nombró a su hijo como Elphinstone.

## Trabajos
- Elphinstone, Mountstuart. La Historia de la India. Texto completo en línea en ibiblio.org (Ambos volúmenes en formato HTML, completos, capítulo por capítulo, con todas las notas al pie)
- Elphinstone, Mountstuart (1843). La Historia de la India (Volumen 1). Londres : J. Murray.
- Elphinstone, Mountstuart (1841). La Historia de la India (Volumen 2). Londres : J. Murray.
- Elphinstone, Mountstuart (1905). Historia de la India (Novena edición). London: J. Murray. (Índice)
- El Ascenso del Poder Británico en Oriente (1887)